# İlhan Mansız
İlhan Mansız (* 10. August 1975 in Kempten (Allgäu)) ist ein türkischer Schauspieler und ehemaliger Fußballspieler.

## Leben und Sportkarriere
Mansız wuchs in Kempten auf und ist Sohn türkischer Zuwanderer. Seine Fußballerlaufbahn begann er als Jugendlicher beim SV Lenzfried und wechselte dann zum FC Kempten. Es folgte sein Transfer zum FC Augsburg. Hier feierte er 1993 die deutsche Fußballmeisterschaft der A-Junioren. Er kam nun zum 1. FC Köln, konnte sich in der 1. Fußball-Bundesliga jedoch nicht durchsetzen und wechselte dann in die Türkei zu Gençlerbirliği Ankara.
Dort konnte er sich ebenfalls nicht durchsetzen und kehrte nach Deutschland zurück. Nach einem halben Jahr ohne Fußball, versuchte er sein Glück bei dem Amateurverein SV Türk Gücü München. Dann wechselte er zum zweiten Mal in die Türkei zum türkischen Zweitligisten Kuşadasıspor. Dort fiel er den Verantwortlichen von Samsunspor auf, die ihn dann nach Samsun holten. Er spielte dann drei Jahre erfolgreich für Samsunspor.
Erst nach seinem Wechsel zu Beşiktaş, wo er Stammspieler wurde, kam seine Karriere ins Rollen. Er beendete die Saison 2001/02 als Torschützenkönig. Mansız wurde in die türkische Nationalmannschaft berufen und spielte bei der Fußball-Weltmeisterschaft 2002, als er mit der Türkei Dritter des Turniers wurde und drei wichtige Tore in der Finalrunde erzielte, darunter ein Golden Goal im Viertelfinale gegen Senegal. Seine dadurch erlangte Popularität in Europa, Asien und besonders in Japan führte ihn zum japanischen Erstligisten Vissel Kobe. Nach einer langwierigen Verletzung, die er sich im Juni 2004 zuzog, wechselte er in der Winterpause 2004/05 zum Bundesligisten Hertha BSC. Aufgrund von Verletzungsproblemen konnte er hier nicht Fuß fassen und verließ nach Saisonende den Berliner Club.
Im Juli 2005 unterschrieb der 21-fache Nationalspieler einen Einjahresvertrag bei MKE Ankaragücü. Der Verein belegte in der Saison 2004/05 in der türkischen Süper Lig den 13. Platz. Während dieser Zeit wurde er als Passant in München von einem Auto angefahren, wodurch er sich auch am linken Bein eine Verletzung zuzog. Dadurch musste er im Sommer 2006 wegen Knieproblemen seine Karriere vorläufig beenden.
2009 unternahm Mansız nach mehreren erfolgreichen Knie-Operationen einen Comeback-Versuch, er trainierte im Sommer mehrere Monate lang mit der Mannschaft des TSV 1860 München und kam dort auch in einigen Testspielen zum Einsatz. Anfang Oktober teilte er jedoch mit, nicht mehr in den aktiven Fußball zurückkehren zu wollen.
Seit August 2010 trainiert Mansız als Paarläufer gemeinsam mit der Slowakin Olga Bestandigova in Oberstdorf bei Alexander König.

## TV-Karriere
Während der Unterbrechung seiner sportlichen Karriere begann Mansız als Schauspieler in TV-Serien zu agieren. Zuvor hatte er an mehreren Werbespots in der Türkei und in Japan teilgenommen. Unter anderem war er als Moderator und Fahrer der Quizsendung Para Taksi, einer Adaption der Sendung Quiz Taxi zu sehen und spielte in der Serie Die Ärzte (Doktorlar) mit.